# عقتانیت
عقتانیت (به عربی: عقتنیت) یک منطقهٔ مسکونی در لبنان است که در شهرستان صیدا واقع شده‌است. عقتانیت ۱۵۰ متر بالاتر از سطح دریا واقع شده‌است.